# Pterodroma cookii
Pterodroma cookii là một loài chim trong họ Procellariidae.